# L'orrore nel camposanto
L'orrore nel camposanto (The Horror in the Burying Ground) è un racconto horror dello scrittore statunitense Howard Phillips Lovecraft basato sulla trama fornitagli da Hazeld Heald. 
Scritto tra il 1933 e il 1935, il racconto fu pubblicato per la prima volta nel maggio del 1937 sulla rivista Weird Tales. 
Il testo originale del racconto riproduceva in diversi punti le cadenze dialettali della gente di Stillwater con effetti ironici e grotteschi che in parte si perdono nelle traduzioni in italiano.

## Trama
Gli abitanti di Stillwater raccontano la storia di Tom Sprague e Henry Thorndike, che vennero seppelliti lo stesso giorno nel cimitero locale. Thorndike aveva realizzato un siero che, una volta iniettato, induceva uno stato di morte apparente e lo aveva usato per disfarsi di Sprague, che ostacolava le sue avances alla sorella Sophie; ma una dose di siero era penetrata nelle vene del suo inventore e anch'egli era finito sotto terra. Sophie Sprague, pur essendo al corrente di tutto, non aveva fatto nulla per impedire la doppia sepoltura e da quella notte qualcuno aveva iniziato a perseguitarla.